# Balykchy

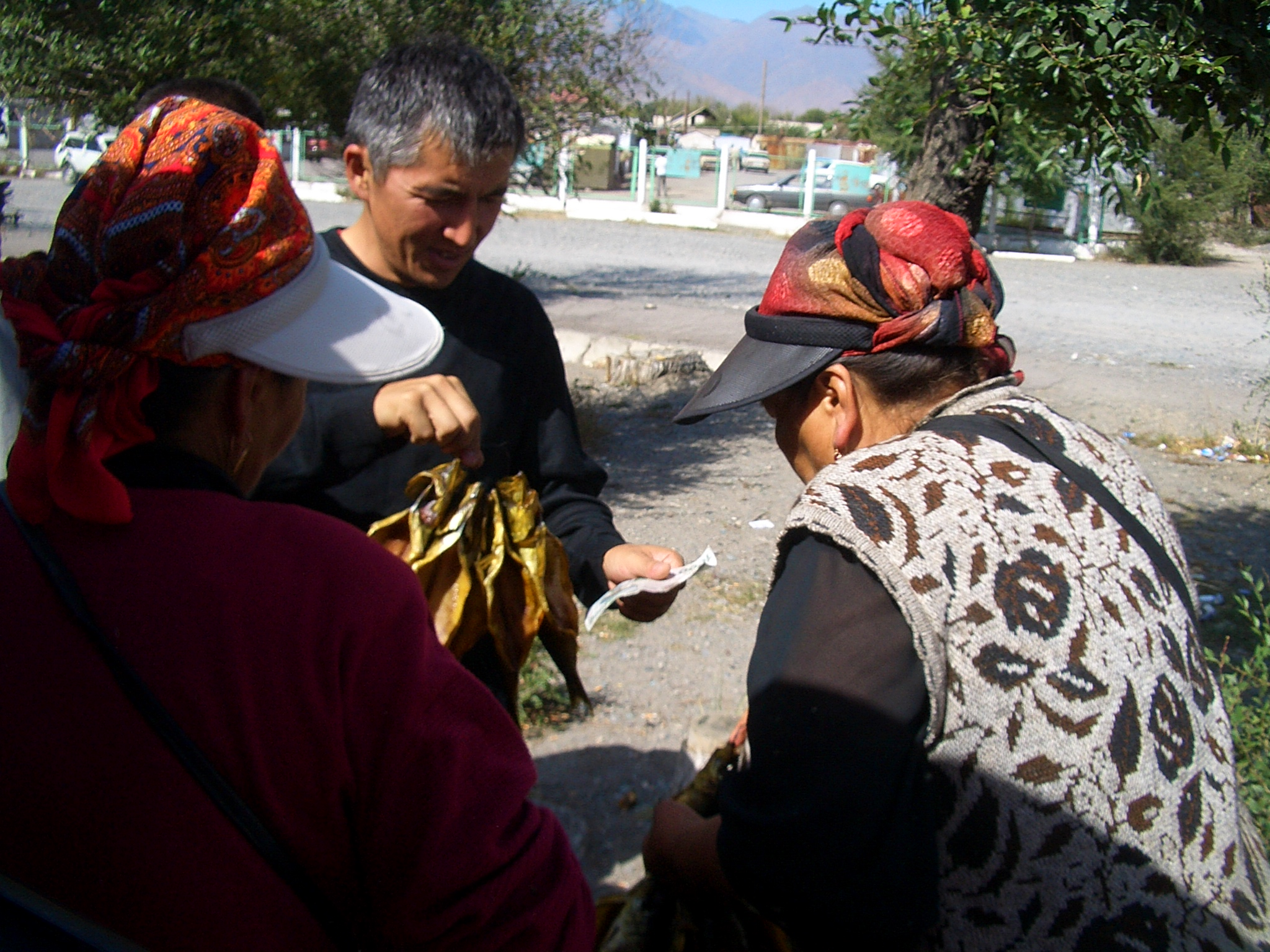
Peixeiras de Balykchy vendem peixe seco na rua

Mapa do Quirguistão

Balykchy (em quirguiz:  Балыкчы - Balıkçı) é uma cidade no extremo oeste do lago Issyk-Kul, no Quirguistão, a uma altitude aproximada de 1.900 metros. A sua área é de 38 km2 (15 sq mi), e com uma população residente de 42.875 em 2009 (ambos incluindo Orto-Tokoy). Um importante centro industrial e de transporte (processamento de lã e cereais, transporte lacustre, terminal ferroviário e entroncamento rodoviário) durante a era soviética, perdeu a maior parte da sua base económica após o colapso da União Soviética e o encerramento de praticamente todas as suas instalações  indústriais.
A estrada principal de Bishkek, capital do Quirguistão, à China, uma parte da antiga Grande Rota da Seda, passa por Balykchy antes de iniciar o seu longo e árduo caminho através das cordilheiras alpinas da província de Naryn no centro do Quirguistão até a fronteira chinesa no Passo do Torugart. 
Planos para a ferrovia da fronteira Chinesa a Balykchy, onde a linha de Bishkek termina atualmente, encontram-se em discussão. Duas outras estradas circundam os lados norte e sul de Issyk Kul até Karakol e depois circundando a extremidade leste do Kungey Alatau até ao limite sudeste do Cazaquistão. 

## História
A história de Balykchy começa com uma estação de correios e uma quinta, estabelecidas por MI Bachin, soldado pensionista do Forte de Naryn na área de Kyzyl Tokoy em 1884. Nos finais do século XIX e início do século XX, a povoação era conhecida como Ketmaldy (o nome do rio local), Novodmitrievka (em homenagem ao sobrenome do proprietário de uma coudelaria local; ESDmitriev) e Bachino (em homenagem a MI Bachin). Foi nomeada Rybachye (local de pesca em russo) entre 1909-1993. No início dos anos 1990, após a desintegração da União Soviética, a cidade era conhecida como Issyk-Kuln mesmo o nome do lago adjacente. Pouco o após a independência o nome foi de novo alterado, desta vez para Balykchy  que significa pescador na língua quirguiz (e também na sua língua irmã, o turco).

## Demografia
Balykchy é considerada a oitava maior cidade do Quirguistão com uma população residente, de acordo com o Censo Populacional e Habitacional de 2009, de 42.380 ou 42.875 incluindo Orto-Tokoy.

## Transporte
O pequeno e antigo aeroporto já não funciona. A estação de comboios de passageiros marca o fim da linha ferroviária de Bishkek; que iniciou recentemente serviços diretos em 2018 de / para Tashkent no  Uzbequistão, assim como serviços ferroviários já existentes para o Cazaquistão.  Em março de 2018, a Uzbekistan Railways iniciou um novo serviço, ligando Tashkent a Balykchy. 

## Na cultura popular
- No videogame Command & Conquer: Generals de 2003, as forças chinesas devem desalojar as forças terroristas entrincheiradas em Balykchy, usando armas chinesas e ocasionais bombardeiros da Força Aérea dos Estados Unidos.[5]

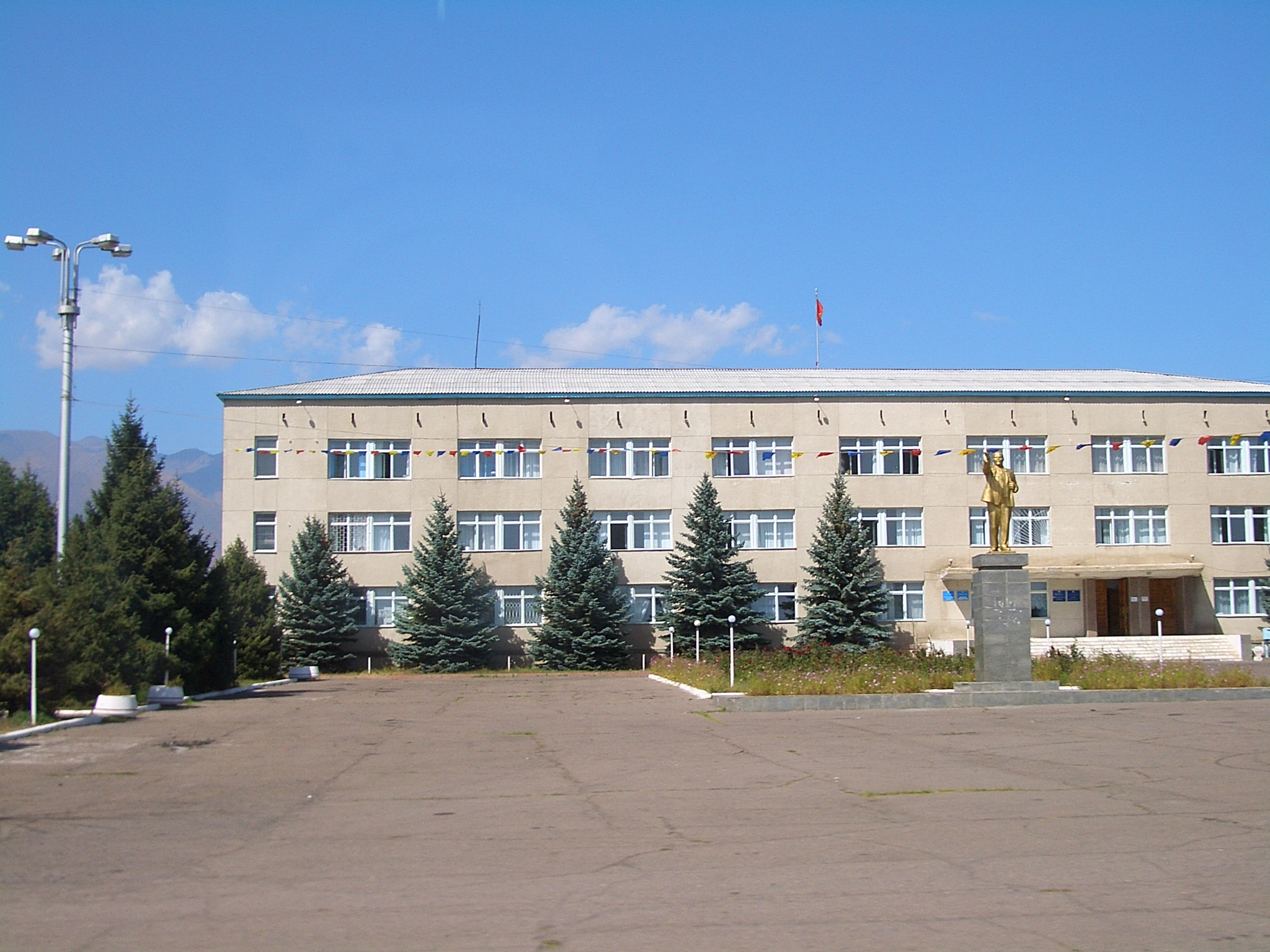
Balykchy Government Office